# Tahla
Tahla é um gênero de traça pertencente à família Agonoxenidae.